# Laurent Pelly
Laurent Pelly (* 14. Januar 1962 in Paris) ist ein französischer Theaterdirektor, Opernregisseur und Kostümbildner. Viele seiner Opernproduktionen sind durch DVD dokumentiert und wurden weltweit über Fernsehen ausgestrahlt.

## Leben und Karriere
Laurent Pelly gründete 1980 im Alter von 18 Jahren seine erste Theatertruppe, Le Pelican. Seit 1989 leitet er Le Pelican in Kooperation mit Agathe Mélinand, die seit dieser Zeit regelmäßig als Dramaturgin an Pellys Inszenierungen beteiligt ist und Libretti für seine Operninszenierungen bearbeitet, bzw. Dialoge neu verfasst hat.
Von 1997 bis 2007 war Pelly Regisseur am Centre dramatique national des Alpes in Grenoble. 2007 übernahm er mit Agathe Mélinand die Leitung des Théatre National de Toulouse (TNT). Ende 2017 beendete Laurent Pelly seine Tätigkeit als Kodirektor am TNT, sein Nachfolger ist Galin Stoev.
Das Jahr 1997 markiert den Beginn seiner internationalen Karriere. Zusammen mit Mélinand inszenierte er beim Festival von Avignon eine szenische Fassung der Homerischen Hymnen. Sein Debüt in Lyon und Genf gab er im selben Jahr mit Jacques Offenbachs Orpheus in der Unterwelt, seine erste Offenbach-Inszenierung, der in den folgenden Jahren weitere folgen sollten: Die schöne Helena (Paris 2000), La Périchole (2002), Hoffmanns Erzählungen (Lausanne 2003, San Francisco 2013, Barcelona 2013, Japan-Tournee 2014, New York 2017/18, Berlin 2019, Die Großherzogin von Gerolstein (Paris 2004, Genf 2012), Drei Einakter (Lyon 2005), Pariser Leben (Lyon 2007), Le roi Carotte (Lyon 2015). 1998 inszenierte er in Grenoble das Königsdrama Vie et mort du roi Jean von Shakespeare, das im gleichen Jahr in Avignon gezeigt wurde.
Einige Inszenierungen Pellys finden sich seit Jahren im Repertoire bzw. neu auf Spielplänen internationaler Opernhäuser. Hoffmanns Erzählungen wird seit der Premiere 2003 in Lyon und Lausanne immer wieder gespielt, so 2017/18 in New York, und 2019 steht die Oper auf dem Berliner Spielplan. Die Regimentstochter ist seit ihrer Premiere 2007 in London sowohl in New York, Wien, Barcelona, San Francisco, Toulouse und Lyon gezeigt worden. Während seiner rund 40-jährigen Karriere als Regisseur hat er über 100 Stücke inszeniert, davon 40 Opern und 60 Theaterstücke.

## Auszeichnungen
- 2009: Prix SACD (Société des auteurs et compositeurs dramatiques)
- 2011: Prix Georges-Lerminier du Syndicat de la critique für Mille francs de récompense von Victor Hugo[6]
- 2015: Prix du Meilleur créateur d’éléments scéniques décerné par l’association professionnelle de la critique de théâtre, musique et danse
- 2016: International Opera Awards 2016 – „Best Director“[7]
- 2017: Prix de l'Europe Francophone für seine Interpretation von Rimskij-Korsakows Oper Der goldene Hahn.
- 2019: Opera News Awards[8]

## Oper (Auswahl)
- 1997: Orpheus in der Unterwelt von Jacques Offenbach; Opéra de Genève, Opéra de Lyon. DVD: TDK Mediactive, Arthaus Musik
- 1999: Platée von Jean-Philippe Rameau; Opéra Garnier, übernommen von der Santa Fe Opera. DVD: TDK Mediactive, Blu-ray: Arthaus Musik
- 2000: Die schöne Helena von Jacques Offenbach; Théâtre du Châtelet, Festival Santa Fé, English National Opera. Auszeichnung: Victoire de la Musique, Meilleure production lyrique, Prix du Syndicat de la critique; DVD TDK Mediactive, Arthaus Musik
- 2002: La Périchole von Jacques Offenbach; Opéra de Marseille
- 2003: Hoffmanns Erzählungen von Jacques Offenbach, Libretto bearbeitet Agathe Mélinand; Opéra de Lausanne, Opéra de Marseille, Opéra de Lyon,  San Francisco Opera (2012/13)
- 2004: Die Großherzogin von Gerolstein von Jacques Offenbach; Théâtre du Châtelet Paris; DVD TDK Mediactive, Arthaus Musik
- 2004: Ariadne auf Naxos von Richard Strauss; Opéra Garnier, Paris
- 2004: Gianni Schicchi von Giacomo Puccini; Opéra Garnier, Paris
- 2006: Der Liebestrank von Gaetano Donizetti; Koproduktion der Opéra National de Paris und des Royal Opera House Covent Garden (Premiere 2007); DVD BelAir
- 2006: Cendrillon von Jules Massenet; Santa Fe Opera (Royal Opera House London 2011, Metropolitan Opera New York 2017/18); DVD Virgin Classics
- 2007: Die Regimentstochter von Gaetano Donizetti; Koproduktion mit dem Royal Opera House Covent Garden und der Metropolitan Opera New York; Weitere Aufführungen: Opéra de Lyon, Théâtre du Capitole de Toulouse, Gran Teatro del Liceu Barcelona 2010 (Wiederaufnahme 2017); Wiener Staatsoper 2007 (Wiederaufnahme 2017)
- 2009: Pelléas et Mélisande von Claude Debussy; Theater an der Wien; DVD Virgin Classics; San Francisco Opera (2009); DVD Erato (Aufnahme Royal Opera House 2007)

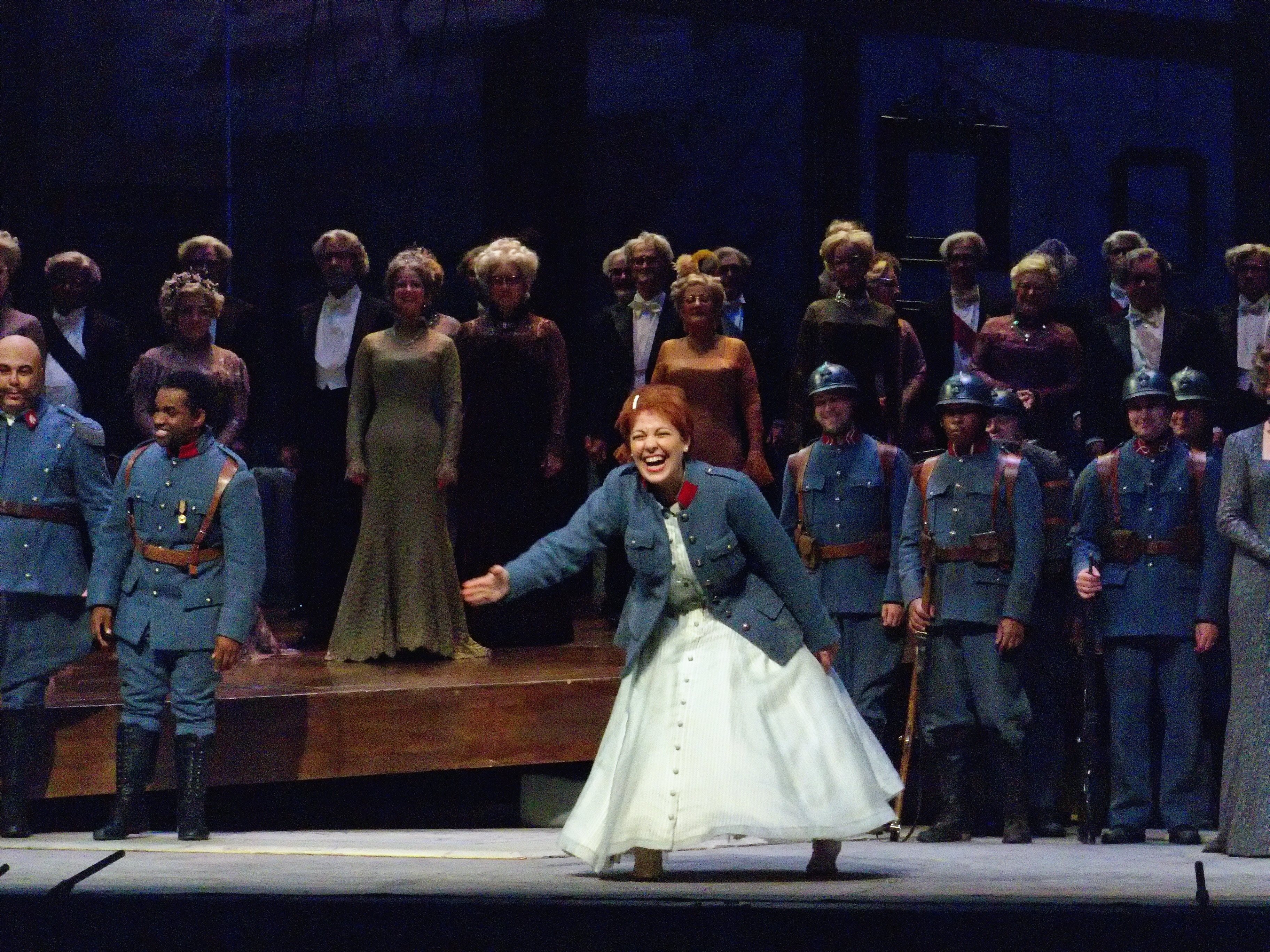
Die Regimentstochter; Metropolitan Opera New York, 2011

- 2012: Manon von Jules Massenet; Koproduktion der Metropolitan Opera, New York, der Mailänder Scala und des Théâtre du Capitole, Toulouse
- 2012: L’enfant et les sortilèges und L’heure espagnole von Maurice Ravel; Glyndebourne (Wiederaufnahme 2015), (Mailänder Scala 2016) DVD/Blu-ray: fRA Musica
- 2013: Hänsel und Gretel von Engelbert Humperdinck; Glyndebourne; DVD DECCA
- 2013: Jules César von Georg Friedrich Händel; Opéra Garnier, Paris
- 2014: Don Pasquale von Gaetano Donizetti; Koproduktion des Festival Santa Fe mit dem Gran Teatro del Liceu Barcelona, (2015 Barcelona, 2016 San Francisco)
- 2014: L’étoile von Emmanuel Chabrier; Opéra national d’Amsterdam
- 2015: Le roi Carotte von Jacques Offenbach, Opéra national de Lyon; International Opera Award 2016 – Best Rediscovered Work[9]
- 2016: Der goldene Hahn von Rimski-Korsakow, La Monnaie, Brüssel; 2017 Théâtre royal de Madrid und Opéra national de Lorraine
- 2016: Béatrice et Bénédict von Hector Berlioz, Dialoge von Agathe Mélinand; Glyndebourne Festival: DVD Opus Arte
- 2017: Der Barbier von Sevilla von Gioachino Rossini; Théâtre des Champs-Élysées Paris;  Koproduktion mit dem Grand Théâtre de Genève, dem Teatro Regio Turin und dem Gran Teatro del Liceu Barcelona; Opéra de Marseille (2018)
- 2017: Viva la Mamma von Gaetano Donizetti; Opéra Bastille, Paris
- 2019: Falstaff von Giuseppe Verdi; Teatro Real de Madrid
- 2019: Platée von Jean Philippe Rameau; Opéra Garnier, Paris
- 2022: Les mamelles de Tirésias von Francis Poulenc; Glyndebourne
- 2023: Le voyage dans la lune (Die Reise zum Mond) von Jacques Offenbach; Volksoper Wien

## Theater (Auswahl)
- 1994: August Strindberg: Der Totentanz, Centre Dramatique National des Alpes, Grenoble
- 1994: William Shakespeare: Verlorene Liebesmüh, Odéon – Théâtre de l’Europe, Paris
- 1998: William Shakespeare: König Johann, Avignon,  Cour d'honneur
- 2003: Eugène Ionesco: Die Stühle, Théâtre de la Criée, Marseille
- 2011: Bertolt Brecht/Kurt Weill: Die Dreigroschenoper, Comédie-Française, Paris
- 2012: William Shakespeare: Macbeth, Théâtre national de Toulouse, Théâtre Nanterre-Amandiers
- 2014: William Shakespeare: Ein Sommernachtstraum, Théâtre national de Toulouse
- 2016: Eugène Ionesco: Die kahle Sängerin, Théâtre national de Toulouse[10]
- 2016: Aristophanes: Die Vögel in einer Bearbeitung von Agathe Mélinand, Théâtre national de Toulouse
- 2023: Carlo Goldoni: L’Impresario de Smyrne in einer Bearbeitung von Agathe Mélinand, Atelier Théâtre Jean Vilar – Louvain-la-Neuve, in Coproduktion mit dem Théâtre Royal du Parc – Bruxelles, dem Théâtre de Liège u.a.[11]

## Zitat
„Alle Probleme – Moral, Politik, Ästhetik – , die von diesem stammelnden Zeitalter gestellt werden, sind in Shakespeares Theater angedeutet.

Weil sich in ihnen die tiefste Wirkung, die brennendsten Themen finden: Das Problem Verantwortung und Freiheit, Zweifel und die Unfähigkeit, miteinander zu kommunizieren, Machtrausch und Machtmissbrauch, Ziel und Zweck von Gewalt wie der Existenz selbst...

Die Augen immer noch offen für eine Zeit, die der Himmel schon aufgegeben hat, untersucht der Poet aus Stratford mit der Leuchtkraft eines Lasers diese dunkle Welt – wie schwebend zwischen Erkennbarem und Unzugänglichem –, sondiert er die Wurzeln unseres Bewusstseins.

Infolgedessen sind Hamlet, Brutus, Richard, Lear oder Lady Macbeth keine literarischen Abstraktionen. Ihre Handlungen betreffen uns, ihre Qualen sind die unsrigen, ihre Gewalt überlebt uns.“